# Héctor Morquecho Rivera
Héctor Morquecho Rivera (San Antonio del Coyote, Coahuila, 15 de mayo de 1944-25 de mayo de 1998) fue un político mexicano, miembro del Partido Popular Socialista (PPS). Fue en dos ocasiones diputado federal y en dos candidaito a gobernador de Coahuila.

## Biografía
Realizó sus estudios básicos en su población natal y se trasladó a la ciudad de Saltillo a estudiar la preparatoria en el Instituto Tecnológico de Saltillo y luego la licencitura en Economía en la Universidad Autónoma de Coahuila.
Miembro del PPS desde 1962, fue secretario general del partido en Coahuila y candidato a presidente municipal de Saltillo. En las elecciones de 1981 fue por primera ocasión candidato a gobernador de Coahuila, recibiendo un total de 1 988 votos que equivalen al 0.8% de los votos, logrando el triunfo el candidato del PRI, José de las Fuentes Rodríguez.
En 1985 fue elegido por primera ocasión diputado federal por el principio de representación proporcional a la LIII Legislatura que tuvo término en 1988, y luego por segunda ocasión en 1991, a la LV Legislatura que tuvo fin en 1994. El 18 de mayo de 1993 pidió y recibió licencia al cargo para ser nuevamente candidato del PPS a gobernador de Coahuila en las elecciones de dicho año; en ellas recibió un total de 3 239 votos, quedando en séptimo lugar de la elección de la que resultó ganador el candidato del PRI Rogelio Montemayor Seguy.
Se reincorporó como diputado el 1 de noviembre de 1993, y concluyó su función el 31 de octubre de 1994. Falleció el 25 de mayo de 1998.